# MAZ-529
Der Lkw MAZ-529 (russisch МАЗ-529, deutsche Transkription eigentlich MAS-529) ist eine einachsige Zugmaschine des sowjetischen Fahrzeugherstellers Minski Awtomobilny Sawod, die ab 1955 entwickelt wurde. Ab 1958 wurde die Produktion dieses Typs im Zuge der Spezialisierung der sowjetischen Automobilindustrie zu MoAZ verlagert und dort unter dem Namen MoAZ-529 noch bis 1969 fortgesetzt.

## Beschreibung
Bereits vor dem Jahr 1955 müssen amerikanische Baumuster von schweren, einachsigen Zugmaschinen in die Sowjetunion gelangt sein. So gab es nämlich ab 1955 Tests mit ebendiesen Fahrzeugen, um sie auf ihre Einsatzmöglichkeiten hin zu untersuchen. 1956 schließlich wurde im Minski Awtomobilny Sawod (kurz MAZ) ein erster eigener Prototyp einer solchen Zugmaschine gebaut. Auch dieser wurde ausgiebigen Tests unterzogen. Ziel war eine universelle Einsetzbarkeit. So wurden Anhänger in Form von Schürfzügen, Zementmischern, einfachen Pritschen und sogar einer Kunsteislaufbahn gebaut und erprobt.
Nach Abschluss der Tests wurde bei MAZ zügig mit der Serienfertigung der Maschinen begonnen. 1956 war die sowjetische Automobilindustrie bereits so weit spezialisiert, dass nicht mehr der komplette Zug bei MAZ gefertigt wurde. Einzig die Zugmaschine wurde noch in Minsk gefertigt, der Anhänger (in der Serienversion ein Schürfkübel) bereits bei MoAZ. Da der Schlepper alleine ohne Anhänger nicht in der Lage ist zu fahren, wurde für den Transport vorne ein wesentlich kleineres Stützrad montiert, welches ein Umkippen des Fahrzeugs verhindert. Vor dem normalen Betrieb wurde das Stützrad wieder entfernt.
Nicht zu verwechseln sind die Maschinen mit den sogenannten Einachsschleppern, auch wenn sie ebenfalls nur über eine Achse verfügen und als Zugmaschine für Anbaugeräte genutzt werden. Eine Besonderheit des Fahrzeugs ist, dass keine Federung verbaut wurde. Einzig die großen Reifen dienen der Dämpfung.
Ab 1961 wurde bei MoAZ eine verbesserte Variante MAZ-529E gebaut. Sie verfügte über eine gesteigerte Leistung von 151 kW (205 PS) und wurde noch bis 1969 gefertigt, um dann vom MoAZ-546P abgelöst zu werden.

## Technische Daten
Die Angaben beziehen sich auf die Grundversion MAZ-529.
- Motor: Sechszylinder Zweitakt-Dieselmotor
- Motortyp: JaAZ-206 (nach anderen Angaben auch eine Version mit JaAZ-204 Vierzylinder-Dieselmotor)
- Leistung: 121 kW (165 PS) (bzw. 120 PS mit JaAZ-204-Motor)
- Getriebe: Manuelles Fünfganggetriebe
- Höchstgeschwindigkeit: 40 km/h
- Reifendimension: 21.00-28 (1790 mm Durchmesser)
- Anhänger als Schürfzug: D-357
- Zulässiges Gesamtgewicht des Zuges: 34 Tonnen
- Antriebsformel (Zugmaschine): (2×2)